# Normannism
Norrmannism eller den Normanistiska teorin och Antinormanistiska skolan, är inom rysk historieforskning och arkeologi två skolor eller ståndpunkter rörande det fornryska rikets tillblivelse.
Normanisterna betonar de nordiska vikingarnas huvudroll i det ryska rikets bildande under 800-talet. Antinormanisterna å andra sidan nedtonar eller avvisar helt uppfattningen om nordbornas roll i bildandet av det ryska riket.